# Narindechinus
Narindechinus is een geslacht van uitgestorven zee-egels uit de familie Phymosomatidae.

## Soorten
- Narindechinus checchiai Lambert, 1933 †